# San Antonio (Misiones)
San Antonio – miasto w Argentynie, w prowincji Misiones, w departamencie General Manuel Belgrano.
Według danych szacunkowych na rok 2010 miejscowość liczyła 3 665 mieszkańców.